# Chemin de fer de Río Turbio
Le Chemin de fer de Río Turbio (Ramal Ferro-Industrial de Río Turbio ou RFIRT), en Argentine, est l'une des deux voies ferrées importantes de la province de Santa Cruz. De voie étroite (750 mm), il appartient à la société YCF (Yacimientos Carboníferos Fiscales, actuellement YCRT).
Il relie les ports de Río Gallegos et de Punta Loyola à l'est sur l'Océan Atlantique, avec la mine de charbon de Río Turbio à l'ouest, dans la Cordillère des Andes, près de la frontière chilienne. Le rameau du kilomètre 9 vers Río Gallegos a été fermé, laissant l'accès à Puerto Loyola comme unique lien portuaire. 

Dans ce terminal portuaire se trouvent des installations de décharge de wagons complets. 
Dans les années 1990, cette voie ferrée fut totalement désactivée, mais actuellement (2011), elle est en activité et en plein processus de modernisation. 
La longueur du chemin de fer Río Turbio-Punta Loyola est de 285 km.